# RWM
RWM – radiowy wzorzec czasu, nadawany w paśmie fal krótkich pod Moskwą.
Nadajnik zarządzany jest przez Wszechrosyjski Instytut Badawczy Pomiarów Fizykotechnicznych i Radiotechnicznych (VNIIFTRI) i obsługiwany przez Rosyjską Sieć Telewizyjną i Radiową (RТRS). Transmisje radiowe odbywają się na częstotliwościach 4,996 MHz z mocą 5 kW oraz na 9,996 i 14,996 MHz z mocą 8 kW.

## Struktura sygnału
Pomiędzy 0 a 8 minutą po pełnej godzinie RWM transmituje niemodulowaną falę nośną. Po 9 minutach stacja identyfikuje się w kodzie Morse’a. Między 10 a 20 minutą po pełnej godzinie RWM przesyła impuls nośnej co sekundę, z różnicą między czasem astronomicznym UT a skoordynowanym atomowo UTC w jednostkach jednej pięćdziesiątej sekundy kodowanych w impulsach co sekundę. Od 20 do 30 minuty po pełnej godzinie RWM przesyła 10 impulsów nośnej co sekundę. Ten cykl transmisji jest powtarzany co pół godziny.